# Ngerkeukl
Ngerkeukl est un village traditionnel détruit de l'État de Peleliu.

## Toponymie
Le nom du village signifie « sur la côte ouest ».
Les autres noms de Ngerkeukl sont : Ngarekeul, Ngerkyukl, Ngargeukl, Ngalkiok, Garukyoku, Ngarekeukl, Garukiyokku et Ngerkeyukl.

## Géographie
Le village se trouvait à l'ouest de Peleliu, près de la plage appelée Chelechol ra Ngebedangel et de l’Ongebitel Ream (environ 10 mètres au dessus du niveau de la mer). Le village lui-même était divisé en deux par une barrière de corail qui s'était retrouvée sur la terre ferme (l’île de Peleliu étant un atoll surélevé) appelé Cheuatel Ridge. Cet ensemble, situé à 100 mètres de la plage, a une longueur d'environ 500 mètres sur un axe nord-sud et s'élevait entre 5 et 15 mètres au dessus du niveau de la mer. Cette structure naturelle divisait le village en deux parties : Babelbeluu, dans les hauteurs et Eoulbeluu en contrebas vers l'ouest.
Le village était également divisé selon un axe est-ouest par le chemin allant vers Ngesias à l'est et vers une ancienne plateforme en pierre appelée Oilaol à l'ouest. Cet axe n'est toutefois plus que partiellement visible. La plateforme occupait une portion de rivage appelée Ongiltib.

## Histoire

### Avant la colonisation
Il semble que le village de Ngerkeyukl existait avant la période coloniale car des traces d'occupations ont été retrouvées.
L'origine de la division du village en quatre segments fait l'objet d'une légende à propos d'une pierre nommée Bibuiich el bad (pierre brillante). Cette pierre se trouvait sur la côte et quatre hommes s'y rendaient tous les jours, s'y asseyaient pour discuter de leur envie de partir en voyage vers l’ouest afin de voir où se couchait le soleil. Décider à essayer, ils partirent un matin au lever du soleil et suivirent sa course toute la journée vers l'ouest.
Ils arrivèrent sur une île où habitait un homme dénommé Uchelkeklau. Ils lui expliquèrent alors qu'ils pourchassaient le soleil, ce à quoi Uchelkeklau répondit qu'il avait le soleil. Il leur montra donc un objet y ressemblant. Les quatre hommes conclurent donc que Uchelkeklau était le dieu du soleil.
Ils restèrent longtemps sur l'île mais un jour Uchelkeklau dut s'absenter et les avertit de ne pas ouvrir de bénitier géant. Curieux, ils l'ouvrirent et virent leur village, leurs amis et leurs familles se déplaçant pour la journée et eurent le mal du pays. En pleurs, ils furent surpris par Uchelkeklau qui accepta de les renvoyer vers Ngerkeukl. Il prit un bambou géant et y plaça les hommes, leur donnant chacun un titre, du premier au quatrième : Aderkeroi, Adelbeluuu, Edlach et Uchelmekediu. Uchelkeklau scella le bambou et le laissa dériver jusqu'à Ngerkeukl. Une fois arrivé, les hommes expliquèrent comment le dieu du soleil souhaita que le village soit organisé.

### Administration japonaise
Le village a été saisi par les Japonais, lorsque les Palaos étaient sous administration japonaise, puis démoli afin d'y construire un aérodrome à la fin des années 1930.

### Continuité constitutionnelle
En dépit de cette destruction, il est inscrit dans la constitution de Peleliu comme l'un des cinq villages traditionnels de l'île. En effet, son existence légale est maintenue afin déterminer l'identité des personnes de Peleliu.

## Population et société

### Démographie
Selon les anciens du village, il y avait environ 130 habitants répartis en 16 maisons au début du XXe siècle.

### Alimentation
Autour du village se trouvaient des cocotiers. La pêche vivrière était également importante en dépit de la taille réduire du lagon face au village. De petits crabes terrestres et des pétoncles étaient également disponibles dans les environs.

## Sources